# Alfred Van Loen
Alfred Van Loen (geb. am 11. September 1924 in Oberhausen-Osterfeld als Alfred Löwenthal; gest. am 15. Januar 1993 im Bundesstaat New York) war ein in Deutschland geborener US-amerikanischer Bildhauer, Maler, Holzschneider und Poet.

## Leben
Alfred Van Loen wurde als Sohn des jüdischen Kaufmanns Karl Löwenthal und dessen Frau Hedwig, geborene Jäger, geboren und hatte eine Schwester. Zur Zeit des Nationalsozialismus schickten ihn seine Eltern in die Schule des Dominikanerklosters „Mariaweide“ im holländischen Venlo. Nachdem auch seine Eltern 1938 aufgrund der Judenverfolgung im Dritten Reich nach Amsterdam flohen, schloss er sich ihnen an und studierte in Amsterdam von 1941 bis 1946 an der Königlichen Akademie der Bildenden Künste. Parallel war er an der dortigen staatlichen Schule für das Kunstgewerbe, der Rijksschool voor Kunstnijverheid Amsterdam, eingeschrieben. In seiner Studentenzeit engagierte er sich im Untergrund, spionierte und verteilte Anti-Nazi-Flugblätter. Nachdem ihn ein Freund verriet, wurde er von der Gestapo verhaftet und verbrachte 16 Monate in Auschwitz. Seine persönlichen Schilderungen zu dieser Zeit ließen Details oft vermissen und waren auch teilweise widersprüchlich.
Nachdem er sich gesundheitlich von den Haftfolgen erholt hatte, änderte er wie auch seine Eltern den Familiennamen von Löwenthal – in der englischen Literatur Lowenthal geschrieben – in Van Loen und beendete an der Rijksschool voor Kunstnijverheid die Ausbildung in Anatomie, Bauzeichnen, Töpferei, Tischlerei und Metallgießen. 1947 ging er in die Vereinigten Staaten, wo er sich am 4. April 1947 im Bundesstaat New York niederließ. Von dort unternahm er auch Reisen nach Mexiko und Europa. Alfred Van Loen, dessen erste, vor dem Zweiten Weltkrieg in Deutschland geschlossene Ehe schon bald geschieden wurde, heiratete 1958 in zweiter Ehe die Künstlerin Helen Roberts. Von 1953 bis 1954 lehrte er am Hunter College, von 1955 bis 1961 dann am North Shore Community Art Center in Long Island und ab 1962 als Assistant Professor am C. W. Post College der Long Island University. Von 1969 bis 1976 kuratierte er auch die Kunstgalerie in der South Huntington Public Library, die sich damals in der Melville Road von South Huntington befand.
Van Loen, ein großgewachsener und schlanker Mann, der an Diabetes mellitus litt, war später aufgrund einer Knieamputation auf den Rollstuhl angewiesen. Er war unter anderem Mitglied der Artists Equity Association (AEA: heute New York Artists Equity Association), der American Society of Contemporary Artist, des American Craft Council und der Huntington Artists Group.
Arbeiten von ihm befinden sich beispielsweise im Metropolitan Museum of Art, im Museum of Modern Art, im Brooklyn Museum und im Israel-Museum, Jerusalem. Der Ausstellungsraum der früheren South Huntington Public Library wurde nach seinem Tod 1993 nach ihm benannt. Nach dem Umzug der Bücherei in die Pidgeon Hill Road befindet sich die nach ihm benannte Alfred Van Loen Gallery im Untergeschoss des Bibliotheksgebäudes.

## Ausstellungen (Auswahl)
- 1950, 1954, 1960: Pennsylvania Academy of the Fine Arts
- 1964: National Academy of Design
- 1957, 1967: Whitney Museum of American Art
- 1968: Long Island Museum of American Art, History, and Carriages, Stony Brook (N.Y.)
- 1971: Heckscher Museum of Art, Huntington (N.Y.)

## Kataloge / Buchillustrationen
- Alfred Van Loen: David. Morris Gallery Press, New York (N.Y.) 1956.
- Alfred Van Loen: Simple Methods of Sculpture. Channel Press, Great Neck (N.Y.) 1958.
- Alfred Van Loen; Paul Mocsanyi (Text): Alfred Van Loen. Channel Press, |Great Neck (N.Y.) 1960.
- Alfred Van Loen: Origin of Structure and Design. No. One. Hamilton Lithographers, Huntington Station (N.Y.) 1967. (Entwurf von 1967 in Kooperation mit Hamilton Lithographers)
- Alfred Van Loen: Drawings. Harbor Gallery Press, New York (N.Y.) 1969. (gewidmet Pablo Casals; geschenkt von Alfred Van Loen 1977 dem Metropolitan Museum of Art)
- Alfred Van Loen; Mary Anthony (Vorw.): The Dancing line. Hamilton Press, Huntington (N.Y.) 1982.
- Alfred Van Loen: Sculpture and drawings by Alfred Van Loen. Hutchins Gallery der B. Davis Schwartz Memorial Library, At the Hutchins Gallery of the B. Davis Schwartz Memorial Library, C.W. Post College, Long Island University. Celebrating Thirty-five Years of Teaching Sculpture. September 12 – October 3, 1982. Long Island University 1982.
- Long Island University, C.W. Post Art Faculty Exhibition Featuring Alfred Van Loen, Sandra Benny Vaux, Donald Yacoe. August 29 – September 21, 1984. Hillwood Art Gallery, School of the Arts, Long  C.W. Post Campus, Island University, 1984.
- Alfred Van Loen; Anthony Ostroff (Text): The endless line. Confrontation Magazine, Press, Long Island University, 1985.
- Stanley H. Barkan (Dicht.); Alfred Van Loen: ABC Bestiary. Cross-Cultural Communications, Merrick (N.Y.) 1990. (in Kooperation mit der Wiesner Gallery)
- David Curzon (Dicht.); Alfred Van Loen (Ill.): Confession of faith. Cross-Cultural Communications, Merrick (N.Y.) 1991.
- Alfred Van Loen; Eleanor Flomenhaft (Text); Victor Bennett Forbes (Vorw.); Carlo Buscemi (Fotogr./Gestalt.): Beyond time. The art of Alfred Van Loen. Sunstorm Arts Publications, Ronkonkoma (N.Y.) 1993.
- Alfred Van Loen: Phantom pain: story and drawings. [= Ausg. 4 von Occasional book series]; Confrontation Magazine Press, Long Island University, 1993.
- Stanley H. Barkan (Dicht.); Alfred Van Loen (Ill.): The sacrifice. A midrash of origins. New Feral Press, Oyster Bay (N.Y.) 1995.